# Melisandre d'Asshai
Melisandre de Asshai és un dels personatges principals de la sèrie de novel·les fantàstiques Cançó de gel i foc, de l'escriptor nord-americà George R. R. Martin. Melisandre és una sacerdotessa del déu R'hllor i la més propera consellera de Stannis Baratheon. En la sèrie de HBO és interpretada per Carice van Houten.

## Descripció
Melisandre és descrita com una dona bella, de cabell color cobri i ulls vermells. Té una pell pàl·lida sense cap imperfecció i és més alta que la majoria d'homes. Posseeix una figura voluptuosa, de grans pits, cintura estreta i un rostre en forma de cor. Com la majoria de sacerdots de R'hllor, Melisandre únicament vesteix roba de color vermell carmesí, sent habitual vestits de seda. Sempre porta amb si un collaret amb un gran robí vermell que porta al coll ajustat, i que segons usa la seva màgia, el robí comença a desprendre llampecs.
Melisandre té una personalitat i intencions que són un misteri per tots els que l'envolten; creu cegament en el poder del déu R'hllor, el qual li atorga visions a través de les flames. Melisandre és una experta en màgia i conjurs i sol portar ungüents i preparats a les seves mànigues. També no té necessitat d'ingerir aliments, ja que R'hllor la proveeix de la manutenció que necessita.